# Pays-Bas aux Jeux olympiques d'hiver de 1960
Cet article contient des informations sur la participation et les résultats des Pays-Bas aux Jeux olympiques d'hiver de 1960 à Squaw Valley aux États-Unis. Les Pays-Bas étaient représentés par 7 athlètes. 
La délégation néerlandaise a récolté en tout 2 médailles : 1 d'argent et 1 de bronze. Elle a terminé au 11e rang du classement des médailles.

## Médailles
| Médaille                            | Nom              | Sport               | Compétition         |
| ----------------------------------- | ---------------- | ------------------- | ------------------- |
| Médaille d'argent, Jeux olympiques  | Sjoukje Dijkstra | Patinage artistique | Individuel femmes   |
| Médaille de bronze, Jeux olympiques | Jan Pesman       | Patinage de vitesse | 5 000 mètres hommes |